# عدد موج
عدد موج (به انگلیسی: wave number یا wavenumber) در فیزیک بیانگر بسامد مکانی یک موج است که به‌صورت دور بر واحد طول یا رادیان بر واحد طول بیان می‌شود. به عبارت دیگر، عدد موج تعداد موج‌های موجود در واحد طول است. (مقایسه کنید با بسامد که تعداد دور یا رادیان بر واحد زمان است.)
عدد موج را معمولاً با k نمایش می‌دهند و می‌توان آن را از رابطهٔ زیر به‌دست آورد.
{\displaystyle k\equiv {\frac {2\pi }{\lambda }}={\frac {2\pi \nu }{v_{p}}}={\frac {\omega }{v_{p}}}={\frac {E}{\hbar c}}\;\;}
در سامانه های چند بعدی عدد موج کمیتی برداری است. عدد موج و بردار موج در اپتیک و فیزیک پراکندگی امواج نقش اساسی دارد؛ از جمله در فیزیک ذرات بنیادی. از عدد موج می توان برای تعیین مقادیر کمیت هایی به غیر از فرکانس مکانی موج استفاده کرد.
عدد موج در طیف نمایی نوری اغلب به عنوان واحدی از فرکانس زمانی برای سرعت مشخصی از نور استفاده می شود.